# Hans Killer
Pour les articles homonymes, voir Killer.
Hans Killer, né le 9 mars 1948 à Turgi, est une personnalité politique suisse membre de l'Union démocratique du centre.

## Biographie
Il est élu au Conseil national comme représentant du canton d'Argovie depuis 2007. 